# Truda
Truda je žensko osebno ime.

## Izvor imena
Ime Truda je različica slovenskega imena Jera, le to pa je izpeljano iz nemškega imena Gera odnosno Gertruda.

## Pogostost imena
Po podatkih Statističnega urada Republike Slovenije je bilo na dan 31. decembra 2007 v Sloveniji 32 oseb z imenom Truda.